# Championnat de Tunisie masculin de basket-ball 2021-2022
Navigation
Saison précédente Saison suivante
La saison 2021-2022 du championnat de Tunisie masculin de basket-ball est la 67e édition de la compétition.

## Formule de la compétition
Pour la première fois de l'histoire du championnat, seulement dix équipes sont retenues pour disputer le championnat (contre douze équipes lors des éditions précédentes). Le championnat de cette saison est composé de trois phases.
La première phase se déroule en aller/retour avec une unique poule de dix équipes, les six premiers étant qualifiés pour le tour suivant (play-off) tandis que les quatre derniers étant qualifiés pour les play-out.
Lors de la deuxième phase, les six équipes qualifiées disputent leurs matchs sous forme d'aller/retour. Les quatre premiers sont qualifiés pour la dernière et troisième phase (super play-off).
| \| CA SN USA SSS USMO JSK DSG EZS ESR \| Localisation des clubs engagés dans le championnat. |
| CA SN USA SSS USMO JSK DSG EZS ESR                                                           |

## Clubs participants
| Club                           | Classement 2020-2021 | Entraîneur         | Stade                          | Capacité théorique | Ville        |
| ------------------------------ | -------------------- | ------------------ | ------------------------------ | ------------------ | ------------ |
| Union sportive monastirienne   | 1er                  | Miodrag Perisic    | Salle omnisports Mohamed-Mzali | 4 070              | Monastir     |
| Ezzahra Sports                 | 2e                   | Amine Rzig         | Ezzahra Arena                  | 2 500              | Ezzahra      |
| Jeunesse sportive kairouanaise | 3e                   | Marouan Kechrid    | Salle omnisports de Kairouan   | 3 000              | Kairouan     |
| Stade nabeulien                | 4e                   | Najah Abid         | Salle Bir Challouf             | 5 000              | Nabeul       |
| Étoile sportive de Radès       | 5e                   | Andre Martins      | Salle Taoufik-Bouhima          | 3 000              | Radès        |
| Dalia sportive de Grombalia    | 6e                   | ?                  | Salle omnisports de Grombalia  | 1 400              | Grombalia    |
| Club africain                  | 7e                   | Safouane Ferjani   | Salle Chérif-Bellamine         | 2 100              | Tunis        |
| Union sportive El Ansar        | 8e                   | Riadh Ben Abdallah | Salle de Dar Chaâbane          | 1 200              | Dar Chaâbane |
| Jeunesse sportive d'El Menzah  | 9e                   |                    | Palais des sports d'El Menzah  | 4 500              | El Menzah    |
| Stade sportif sfaxien          | Nationale B          |                    | Salle Raed-Bejaoui             | 4 000              | Sfax         |

- BAL 2022
- Promu de la Nationale B

## Changements d'entraîneur
| Club                         | Entraîneur(s) partant(s) | Motif du départ     | Position      | Entraîneur(s) arrivant(s) | Ref   |
| ---------------------------- | ------------------------ | ------------------- | ------------- | ------------------------- | ----- |
| Union sportive monastirienne | Safouane Ferjani         | Renvoi              | Pré-saison    | Miodrag Perisic           |       |
| Club africain                | Slobodan Subotić         | Renvoi              | Pré-saison    | Safouane Ferjani          |       |
| Club africain                | Safouane Ferjani         | Consentement mutuel | 4e (play-off) | Monoom Aoun               | [ 3 ] |

## Compétition[4]
| T : Tenant du titre                            |
| F : Finaliste du championnat 2020-2021         |
| P : Promu de la Nationale B 2020-2021          |
| C : Vainqueur de la coupe de Tunisie 2020-2021 |
| 0                                              |

### Première phase
| Légende :                                                            |
| - Qualification pour les play-offs - Qualification pour les play-out |

 Source : Fédération tunisienne de basket-ball.
| Rang | Équipe           | %  | J  | G  | P  | Pp   | Pc   | Diff |
| ---- | ---------------- | -- | -- | -- | -- | ---- | ---- | ---- |
| 1    | Ezzahra Sports F | 83 | 18 | 15 | 3  | 1489 | 1175 | 314  |
| 2    | US Monastir T C  | 72 | 18 | 13 | 5  | 1321 | 1104 | 217  |
| 3    | Club africain    | 72 | 18 | 13 | 5  | 1285 | 1194 | 91   |
| 4    | ES Radès         | 61 | 18 | 11 | 7  | 1380 | 1238 | 142  |
| 5    | JS Kairouan      | 56 | 18 | 10 | 8  | 1192 | 1156 | 36   |
| 6    | Stade nabeulien  | 44 | 18 | 8  | 10 | 1216 | 1252 | -36  |
| 7    | DS Grombalia     | 44 | 18 | 8  | 10 | 1257 | 1338 | -81  |
| 8    | JS Menzah        | 39 | 18 | 7  | 11 | 1361 | 1399 | -38  |
| 9    | US El Ansar      | 28 | 18 | 5  | 13 | 1243 | 1353 | -110 |
| 10   | SS sfaxien P     | 0  | 18 | 0  | 18 | 1055 | 1590 | -535 |

### Play-off
| Légende :                                |
| - Qualification pour les super play-offs |

| Rang | Équipe           | %  | J  | G | P  | Pp  | Pc  | Diff |
| ---- | ---------------- | -- | -- | - | -- | --- | --- | ---- |
| 1    | US Monastir T C  | 80 | 10 | 8 | 2  | 778 | 670 | 108  |
| 2    | Ezzahra Sports F | 80 | 10 | 8 | 2  | 732 | 690 | 42   |
| 3    | ES Radès         | 60 | 10 | 6 | 4  | 726 | 663 | 63   |
| 4    | Stade nabeulien  | 50 | 10 | 5 | 5  | 620 | 674 | -54  |
| 5    | Club africain    | 30 | 10 | 3 | 7  | 591 | 740 | -149 |
| 6    | JS Kairouan      | 0  | 10 | 0 | 10 | 521 | 608 | -87  |

Les résultats sont les suivants,,,, :
| Résultats (dom.\ext.)                                              | USMO    | EZS     | ESR     | CA      | SN      | JSK     |
| USMO                                                               |         | 75 - 67 | 85 - 79 | 89 - 77 | 88 - 52 | 79 - 63 |
| EZS                                                                | 71 - 70 |         | 79 - 73 | 80 - 64 | 72 - 74 | 82 - 71 |
| ESR                                                                | 69 - 66 | 80 - 84 |         | 87 - 52 | 77 - 67 | 74 - 67 |
| CA                                                                 | 74 - 85 | 60 - 66 | 70 - 77 |         | 66 - 71 | 57 - 47 |
| SN                                                                 | 55 - 69 | 70 - 71 | 93 - 90 | 55 - 60 |         | 83 - 81 |
| JSK                                                                | 63 - 72 | 53 - 60 | 0 - 20  | 76 - 81 | -       |         |
| - Victoire à domicile - Victoire à l'extérieur - Match non disputé |         |         |         |         |         |         |

### Super play-off
|  | Demi-finales        | Demi-finales        | Demi-finales        | Demi-finales | Demi-finales | Demi-finales |                 |                 | Finale | Finale | Finale | Finale | Finale | Finale |
|  |                     |                     |                     |              |              |              |                 |                 |        |        |        |        |        |        |
|  |                     |                     |                     |              |              |              |                 |                 |        |        |        |        |        |        |
|  |                     |                     |                     |              |              |              |                 |                 |        |        |        |        |        |        |
|  | US Monastir (1)     | US Monastir (1)     | US Monastir (1)     | 89           | 80           | 82           |                 |                 |        |        |        |        |        |        |
|  | US Monastir (1)     | US Monastir (1)     | US Monastir (1)     | 89           | 80           | 82           |                 |                 |        |        |        |        |        |        |
|  | Stade nabeulien (4) | Stade nabeulien (4) | Stade nabeulien (4) | 84           | 62           | 79           |                 |                 |        |        |        |        |        |        |
|  | Stade nabeulien (4) | Stade nabeulien (4) | Stade nabeulien (4) | 84           | 62           | 79           | US Monastir (1) | US Monastir (1) | 75     | 71     | 72     | 79     |        |        |
|  |                     |                     |                     |              |              |              | US Monastir (1) | US Monastir (1) | 75     | 71     | 72     | 79     |        |        |
|  |                     | Ezzahra Sports (2)  | Ezzahra Sports (2)  | 71           | 67           | 74           | 63              |                 |        |        |        |        |        |        |
|  | Ezzahra Sports (2)  | Ezzahra Sports (2)  | Ezzahra Sports (2)  | 71           | 67           | 74           | 63              | 78              | 74     | 65     | 69     | 82     |        |        |
|  | Ezzahra Sports (2)  |                     |                     |              |              |              |                 | 78              | 74     | 65     | 69     | 82     |        |        |
|  | ES Radès (3)        | 74                  | 57                  | 68           | 79           | 74           |                 |                 |        |        |        |        |        |        |
|  | ES Radès (3)        | 74                  | 57                  | 68           | 79           | 74           | Troisième place |                 |        |        |        |        |        |        |
|  |                     |                     |                     |              |              |              |                 |                 |        |        |        |        |        |        |
|  |                     |                     |                     |              |              |              |                 |                 |        |        |        |        |        |        |
|  |                     |                     |                     |              |              |              |                 |                 |        |        |        |        |        |        |
|  | ES Radès (3)        | ES Radès (3)        | 79                  | 83           | 74           | 73           |                 |                 |        |        |        |        |        |        |
|  | ES Radès (3)        | ES Radès (3)        | 79                  | 83           | 74           | 73           |                 |                 |        |        |        |        |        |        |
|  | Stade nabeulien (4) | Stade nabeulien (4) | 75                  | 94           | 92           | 79           |                 |                 |        |        |        |        |        |        |

## Champion
- Union sportive monastirienne
  - Président : Ahmed Belli
  - Entraîneur : Miodrag Perišić (en)
  - Joueurs : Neji Jaziri, Oussama Marnaoui, Radhouane Slimane, Mohamed Adam Rassil, Firas Lahyani, Mohamed Abbassi, Wassef Methnani, Mokhtar Ghayaza, Michael Dixon, Souleymane Diabate, Houssem Mhamli

## Récompenses individuelles
| Journée         | Joueur           | Club          |
| --------------- | ---------------- | ------------- |
| 1re journée     | Ty Lawson        | US Monastir   |
| 2e journée      | Ty Lawson        | US Monastir   |
| 3e journée      | Ahmed Addami     | Club africain |
| 4e journée      | Youssef Romdhane | Club africain |
| 5e journée      | Oussama Marnaoui | US Monastir   |
| 6e-10e journées | Non attribué     | Non attribué  |

## Autres
La Fédération tunisienne de basket-ball n'a pas choisi les meilleurs joueurs de chaque position pour la saison 2021-2022.
L'Étoile sportive du Sahel, champion de division nationale B, monte en nationale A.